# 志诚堂
志诚堂俗称木雕楼，位于中国安徽省黄山市黟县宏村镇卢村，由曾任四品朝议大夫的卢帮燮建于清道光年间，用于其大房与二房合住，为同时期徽派民居建筑的代表，尤以精美的徽州木雕著称，梁垫、雀替、挂落、裙板、隔扇均精雕细刻，并集混雕、线雕、隐雕、剔雕和透雕等多种工艺，有“徽州木雕第一楼”之誉。建筑坐北朝南，东临羊栈河，占地面积243.5平方米，总面阔13.4米，进深18.3米，前后两进，每进均为三间两层，尤以前进的木雕见长。黄梅剧《徽州女人》即以此處做为主要取景地。